# Portalban
Portalban är en ort och tidigare kommun vid Neuchâtelsjön i kantonen Fribourg, Schweiz.
1 januari 2005 slogs Portalban ihop med Delley till den nya kommunen Delley-Portalban.